# Postenje (Ljubovija)
Postenje (kyrillisch:Постење) ist ein Dorf im Westen Serbiens, nahe der Grenze zu Bosnien und Herzegowina. 

## Geographie und Bevölkerung
Das Dorf liegt in der Opština Ljubovija, im Okrug Mačva. Der Ort hatte bei der Volkszählung 2002 383 Einwohner, während es 1991 493 Einwohner waren. Nach den letzten drei Bevölkerungsstatistiken fällt die Einwohnerzahl von Postenje weiter. Die Bevölkerung stellen zu 99 % Serben. Zudem leben im Dorf auch drei Jugoslawen. Das Dorf besteht aus 116 Haushalten.
Postenje liegt am Fluss Trešnjica. Der Ort liegt südlich der Gemeindehauptstadt Ljubovija.

## Demographie
| Jahr | Einwohnerzahl |
| ---- | ------------- |
| 1948 | 1061          |
| 1953 | 818           |
| 1961 | 598           |
| 1971 | 707           |
| 1981 | 590           |
| 1991 | 493           |
| 2002 | 383           |

## Belege
- Knjiga 9, Stanovništvo, uporedni pregled broja stanovnika 1948, 1953, 1961, 1971, 1981, 1991, 2002, podaci po naseljima, Republički zavod za statistiku, Beograd, maj 2004, ISBN 86-84433-14-9
- Knjiga 1, Stanovništvo, nacionalna ili etnička pripadnost, podaci po naseljima, Republički zavod za statistiku, Beograd, Februar 2003, ISBN 86-84433-00-9
- Knjiga 2, Stanovništvo, pol i starost, podaci po naseljima, Republički zavod za statistiku, Beograd, Februar 2003, ISBN 86-84433-01-7